# Ultraleichtfluggelände Teldau

i7
i11
i13
Das Ultraleichtfluggelände Teldau, auch Ultraleichtfluggelände Teldau-Amholz genannt, liegt in der Gemeinde Teldau im Landkreis Ludwigslust-Parchim in Mecklenburg-Vorpommern. Der Platzhalter und Betreiber ist die Elbeflugschule Günther Trilck.

## Lage
Das Ultraleichtfluggelände liegt etwa 2 km östlich von Teldau.

## Flugbetrieb
Das Ultraleichtfluggelände besitzt eine Betriebsgenehmigung für Ultraleichtflugzeuge. Es ist mit einer 450 m langen und 40 m breiten Start- und Landebahn aus Gras (Richtung 03/21), einschließlich eines 350 m langen und 10 m breiten Streifens aus Beton, ausgestattet. Nicht am Platz stationierte Luftfahrzeuge benötigen eine vorherige Genehmigung des Platzhalters, um in Teldau starten oder landen zu dürfen (PPR).

## Zwischenfälle
Am 14. September 2020 setzte ein 68-jähriger Pilot bei Dunkelheit mit seinem Ultraleichtflugzeug mehrmals am Ultraleichtfluggelände Teldau zu Landungen an, verfehlte dabei aber die Landebahn immer wieder. Beim letzten Landeanflug stürzte das Ultraleichtflugzeug aus einer Höhe von 30 Metern ab und prallte in einem angrenzenden Acker auf den Boden. Der Pilot wurde dabei schwer verletzt. Das Ultraleichtflugzeug wurde komplett zerstört.